# سیارک ۴۶۲۰
سیارک ۴۶۲۰ (به انگلیسی: 4620 Bickley، نامگذاری:1978OK) چهار هزار و ششصد و بیستمین سیارک کشف شده‌است که در ۲۸ ژوئیه ۱۹۷۸ کشف شد.
قدر مطلق سیارک برابر ۱۳٫۹۰ است.